# Пролетарка (Оренбургская область)
Пролета́рка — посёлок в Красногвардейском районе Оренбургской области России. Административный центр Пролетарского сельсовета.

## География
Посёлок находится в северо-западной части Оренбургской области, в пределах возвышенности Общий Сырт, в степной зоне, в левобережной части долины реки Ток, на расстоянии примерно 15 км (по прямой) к западу-северо-западу (WNW) от села Плешаново, административного центра района. Абсолютная высота — 102 м над уровнем моря.
Климат
Климат характеризуется как резко континентальный с продолжительной морозной зимой и относительно коротким жарким сухим летом. Средняя температура воздуха самого тёплого месяца (июля) — 21 °C; самого холодного (января) — −15 °C. Продолжительность безморозного периода составляет 130 дней. Среднегодовое количество атмосферных осадков составляет 320 мм, из которых 228 мм выпадает в тёплый период. Снежный покров держится в течение 145—150 дней.
Часовой пояс
Посёлок Пролетарка, как и вся Оренбургская область, находится в часовой зоне МСК+2. Смещение применяемого времени относительно UTC составляет +5:00.

## Население
| 2005 | 2006 | 2007 | 2008 | 2009 | 2010 | 2011 |
| ---- | ---- | ---- | ---- | ---- | ---- | ---- |
| 435  | ↗444 | ↘438 | ↘435 | ↗449 | ↘388 | ↗460 |

Половой состав
По данным Всероссийской переписи населения 2010 года, в половой структуре населения мужчины составляли 49,2 %, женщины — соответственно 50,8 %.
Национальный состав
Согласно результатам переписи 2002 года, в национальной структуре населения башкиры составляли 57 % из 420 чел.